# Camallo

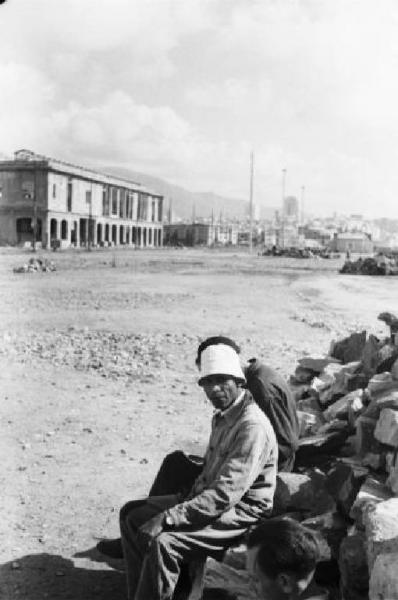
Secondo dopoguerra, una coppia di camalli al bacino di San Giorgio, foto di Federico Patellani, 1946

Il camallo, termine genovese di origine araba, è lo scaricatore o facchino operante sulle navi nel porto di Genova.
Nonostante l'evoluzione del porto, dei mezzi operativi e delle modalità di imbarco e sbarco merci, l'originale Compagnia dei Caravana, evolutasi in seguito nella Compagnia unica del porto di Genova (CULMV), è tuttora attiva sullo scalo genovese e al PSA Genova Pra (ex Voltri Terminal Europa).

## Storia del termine
(Paul Klee, da Diario italiano, 1901)
Sebbene il lavoro di scaricatore di porto abbia assunto con l'industrializzazione connotati differenti, il termine mantiene una sua forte valenza nella città, restando comunque a definire la memoria di una categoria di genovesi legata al porto e alle sue attività, dotata anche di una sua connotazione politica e di un suo peso nella vita cittadina.
Come molti altri termini del dialetto genovese, venne mutuato dall'arabo, dove "ḥammāl" significa "facchino", "portatore". Il significato del termine e della sua estensione "camallare" è conseguente: someggiare, trasportare, portare (solo a spalla). Per il trasporto su carrello il termine è rebellâ, appunto da rebellö, carretto con ruote.
I termini camallo e rebellö hanno assunto nel tempo anche una valenza metaforica per intendere persone dai modi non propriamente fini o trasandate nel vestire o nel parlare.
Fino al 1848 i “camalli” della Compagnia dei Caravana non erano genovesi bensì bergamaschi, in quanto gli scaricatori genovesi che c'erano in precedenza erano consorziati in organizzazioni molto potenti che influenzavano non solo la vita del porto ma anche quella della città con conseguenti problematicità all'attività commerciale del porto stesso. Fu deciso e scelto di rivolgersi a dei forestieri e la scelta cadde sui bergamaschi.

## Loscösalin da camallo
Il termine scösâ significa, in genovese, grembiule. Con l'espressione scösalin da camallo si intendeva identificare il gonnello blu indossato dai camalli sin dal medioevo, di tela di jeans, tessuto tipicamente genovese.
O scöselin era portato dai caravana e non dai camalli. I caravana erano i facchini ammessi dalla dogana a operare negli appositi siti "franchi" ove la merce sostava in franchigia daziaria e poteva essere sottoposta a modifiche di imballaggio ecc., vedi merci preziose o soggette a particolari imposte come il caffè. Difficilmente nei depositi franchi si camallava come normalmente in altre zone del porto e per altre merci in transito normale.

## Camalli popolari
A Savona, sin dagli anni settanta, cresce la fama di Vittorio Vitaliano, camallo conosciuto con il soprannome di “Gilera”. Motociclista di passione, il soprannome se lo guadagna facendo acrobazie motociclistiche improvvisate per le vie del centro, nei momenti in cui non è impegnato nel lavoro in porto. Vitaliano appare con la sua motocicletta Gilera rossa (da cui deriva il suo soprannome), si esibisce in equilibrismi per catturare l'attenzione dei passanti e inveisce, con voce baritonale e potente, contro le moto giapponesi.
Lavorava inoltre come camallo al porto di Genova l'attore Bartolomeo Pagano, noto per le sue apparizioni cinematografiche nei film muti di inizio Novecento ed interprete del famoso personaggio di Maciste in Cabiria di Giovanni Pastrone (1914).
Il cantante Francesco Baccini svolse la professione di camallo al porto di Genova, svolgendolo senza convinzione e rassegnando le dimissioni dopo aver raggiunto il successo a partire dalla prima metà degli Anni '90.

## Religiosità
I camalli del porto di Genova furono tra i primi a esibirsi nel trasporto dei crocifissi artistici di notevoli dimensioni appartenenti alle casacce. Ancora oggi il termine camallo viene usato nell'ambiente delle confraternite liguri per indicare la persona che trasporta il crocifisso. Il primo Cristo di notevoli dimensioni, circa 160 kg, venne realizzato proprio in uno degli oratori vicino al porto di Genova. Famoso e antico è il cosiddetto Cristo delle Fucine del XVII secolo, ancora conservato nell'oratorio della Marina di Genova, in quanto l’oratorio delle Fucine venne demolito a inizio del XX secolo durante i lavori urbanistici che stravolsero Genova.

## Nella cultura di massa
Nel brano Il ballo del camallo cantato dal Gabibbo nel 1991, ma usato come sigla del programma di Antonio Ricci Estatissima Sprint, in onda nel 1996 su Canale 5, si parla proprio dello scaricatore di porto.